# جائحة فيروس كورونا في لبنان
تُوثق هذه المقالة تأثيرات تفشي فيروس كورونا 2019–20 في لبنان لكنها قد لا تحتوي جميع القياسات والاستجابات.

## خلفية
في 12 يناير 2020، أكدت منظمة الصحة العالمية عن ظهور فيروس كورونا المستجد كسبب للمرض التنفسي الذي أصاب مجموعة من الأشخاص في مدينة ووهان، مقاطعة خوبي، الصين، إذ أُبلغ عنهم إلى منظمة الصحة العالمية في 31 ديسمبر 2019. كانت نسبة الوفيات بين الحالات المُشخصة بكوفيد-19 أقل بكثير من جائحة فيروس سارس في عام 2003، لكن انتقال العدوى كان أكبر، والوفيات أيضًا.

## التسلسل الزمني
التقرير الرسمي (ملخص يومي عن آخر الإحصاءات والقرارات): 
أعلنت الجهات المعنية في لبنان في آخر الإحصاءات، أن جائحة فيروس كورونا في لبنان، تسببت بالآتي حتى اليوم:
- الحالات: المؤكدة: 705477- الوفيات: 8980 - الشفاء: 651330 - المشتبه بها: 22151 - الحرجة: 376.[6]
- المجلس الأعلى للدفاع: تمديد التعبئة العامة لغاية 12 نيسان (أبريل) 2020.[7]
  - تمديد التعبئة العام إلى يوم الأحد في 26 نيسان (أبريل) 2020.[8]
  - تمديد إعلان التعبئة إلى 10 أيار (مايو) 2020 على أن يتم المباشرة بتحديد النشاطات الاقتصادية التي يمكن أن تعاود العمل تدريجيًا.[9]
  - تمديد إعلان التعبئة العامة إلى 24 أيار (مايو) 2020.[10]
  - إغلاق كامل لمدة 4 أيام، اعتبارا من مساء الأربعاء 13 أيار 2020، وحتى صباح الإثنين 18 أيار 2020.[11]
  - تمديد التعبئة العامة لأسبوعين إضافيين حتى 7 حزيران (يونيو) 2020 ضمنًا، في إطار مكافحة انتشار فيروس كورونا.[12]
  - تمديد خطة الطوارئ الصحية لمواجهة فيروس كورونا حتى 5 تموز(يوليو) 2020 المقبل.[13]
  - إعادة تمديد حالة التعبئة العامة التي أعلن تمديدها بالمرسوم رقم 6443/2020 اعتبارا من تاريخ 6/7/2020 ولغاية 2/8/2020 ضمنا.[14]
  - إعادة إقفال بعض القطاعات ابتداء من الثلاثاء 28/ 7/ 2020 ولغاية 10/ 8/ 2020 ضمنا، يتخللها اقفال البلاد بشكل كامل من 30 / 7/ 2020 لغاية 3/ 8 / 2020 ضمنا، كما من 6/ 8/ 2020 لغاية 10/ 8/ 2020 ضمنا. [15]
  - إعادة إقفال المؤسسات التجارية والخاصة في المحافظات كافة من صباح يوم الجمعة 21 آب إلى صباح يوم الاثنين 7 أيلول. على أن يمنع التجول من السادسة مساء حتى السادسة صباحا من كل يوم. [16]
  - إقفال المؤسسات التجارية والخاصة في المحافظات كافة من 14 إلى 30 تشرين الثاني، ويمنع التجول من الخامسة مساء حتى الخامسة صباحا من كل يوم.[17]
  - باشرت قوى الأمن تطبيق تعميم وزارة الداخلية والبلديات، المبني على قرار رئاسة مجلس الوزراء، والمتعلّق بالإقفال العام من الساعة 5.00 من يوم الخميس 7/1/2021 ولغاية الساعة 5.00 من يوم الإثنين 1/2/2021، حيث يعاقب المخالف بالحبس حتى 3 أشهر وبالغرامة من 100 ألف إلى 600 ألف ليرة، أو بإحدى هاتين العقوبتين. وفي حال تكرار المخالفة سيصار إلى ملاحقة المخالف أمام النيابة العامة الاستئنافية. [18]
  - المجلس الأعلى للدفاع: فرض حظر التجول من الساعة الخامسة من صباح يوم الخميس الموافق فيه 14/1/2021 ولغاية الساعة الخامسة من صباح يوم الاثنين الموافق فيه 25/1/2021 على ان يُستثنى من ذلك الجهات والاشخاص والمؤسسات الواردة في متن القرار، كذلك تحديد الاستثناءات التي تؤمن حاجات المواطنين الضرورية. [19]
  - أصدر وزير التربية والتعليم العالي طارق المجذوب قرارًا قضى بـإقفال الوحدات الادارية في الوزارة، والجامعة اللبنانية، والمركز التربوي للبحوث والانماء، وتنظيم الأعمال الطارئة خلال فترة الإغلاق الكامل اعتبارًا من صباح الخميس 14/1/2021 ولغاية صباح الاثنين 25/1/2021.[20]
  - أعلنت بعض المستشفيات عن عدم قدرتها على استقبال أي حالات جديدة. [21][22]
  - المجلس الأعلى للدفاع: قرر في 21 كانون الثاني، تمديد الإغلاق الكامل حتى 8 شباط، والتشدد في تطبيق الاجراءات لمواجهة انتشار فيروس كورونا.[23]

أما على صعيد التواريخ الأساسية في مرحلة تفشي الفايروس، فيلحظ الآتي:
- حظر تجول بين 7 مساءً و 5 صباحاً: 26 آذار (مارس) - إغلاق المطار: 18 آذار (مارس) - إعلان التعبئة العامة: 15 آذار (مارس) - أول حالة شفاء: 11 آذار (مارس) - أول حالة وفاة: 10 آذار (مارس) - إغلاق المطاعم والمراكز السياحية: 6 آذار (مارس) - إغلاق المدارس والجامعات: 29 شباط (فبراير) - اكتشاف أول إصابة: 21 شباط (فبراير).
وفي ما يلي التفاصيل:

## 2020

### شباط (فبراير)
- 21 فبراير 2020، أكّد لبنان أول حالة إصابة بـCOVID-19، وهي لامرأة تبلغ من العمر 45 عامًا كانت قادمة من مدينة قم، وقد ثبتت إصابتها في إيران بالسارس، ونُقلت إلى مستشفى في بيروت.[24]

- 26 فبراير 2020، لامرأة عادت من إيران أيضًا، وهي كانت على متن الطائرة ذاتها التي كانت تضم أول مريضة، وقد ثبتت أيضًا أنها إيجابية.[25]

- 27 فبراير 2020، أُصيب رجل إيراني يبلغ من العمر 77 عامًا، وصل من إيران في 24 شباط، ونُقل إلى مستشفى رفيق الحريري الجامعي في بيروت.[26][27]

- 28 فبراير 2020، أثبتت إصابة سيدة سُورية، ونُقلت إلى مستشفى رفيق الحريري الجامعي في بيروت.[28]

### آذار (مارس)
- في 1 مارس 2020، أعلنت وزارة الصحة عن 3 حالاتٍ جديدةٍ كانت في عزلة عن النفس بعد وصولها إلى لبنان من إيران قبل أيام وأصبحت هُناك 10 حالاتٍ مؤكَّدةٍ في لبنان.[29]
- إعلان مشفى رفيق الحريري الجامعي عن عدد الإصابات الكلي لغاية يوم الأحد 8 مارس 2020 ويبلغ 32 إصابة.[30][31]
- 10 مارس 2020 تسجيل أول وفاة في لبنان لمواطن لبناني وارتفاع عدد الاصابات ليسجل 52 إصابة.[32][33]

- 11 مارس 2020 الإعلان عن الوفاة الثانية جراء فيروس كورونا في لبنان وارتفاع عدد الاصابات حتى 61 إصابة.[34]
- 12 مارس 2020 إعلان حالة الوفاة الثالثة في لبنان لمواطن لبناني.[35]
- 13 مارس 2020 إجمالي الاصابات المؤكدة في لبنان بلغت 78 إصابة.[36]
- 14 مارس 2020 أعلنت وزارة الصحة اللبنانية عن ارتفاع حصيلة الاصابات بفيروس كورونا المستجد إلى 93 إصابة.[37]

- 16 مارس 2020 كشف وزير الصحة أن «اليوم يوجد 3 حالات لا يُعرف مصدرها»، موضحًا أن عدد الاصابات ارتفع إلى 120 اصابة.[38] وكان اليسوعيون في لبنان قد أعلنوا عن اصابة 11 يسوعيًّا من رهبان ديري بكفيا وبيروت، 4 منهم يتلقون العلاج في المستشفى.[39]

- 17 مارس 2020:

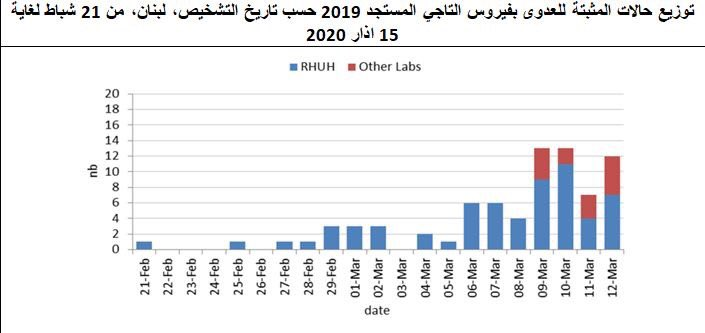
مجموع الحالات المثبتة مخبريا بفايروس كورونا

  - بلغ مجموع الحالات المثبتة مخبريا 120 حالة بما فيها الحالات التي تم تشخيصها في مستشفى رفيق الحريري الحكومي الجامعي والمستشفيات الجامعية الأخرى المعتمدة من قبل الوزارة، بزيادة 11 إصابة جديدة، وتسجيل حالتي شفاء بعد صدور نتيجة الفحص المخبري السلبية لهما.[40]
  - إعلان حالة الوفاة الرابعة في لبنان لمواطن لبناني.
- 18 مارس 2020، أعلنت وزارة الصحة في التقرير اليومي عن فيروس «كورونا Covid-19» أنه «ابتداء من 21 فبراير 2020 (تاريخ تسجيل أول اصابة بالفيروس في لبنان) وحتى تاريخه، بلغ مجموع الحالات المثبتة مخبرياً 133 حالة بما فيها الحالات التي تمَّ تشخيصها في مستشفى رفيق الحريري الحكومي الجامعي والمستشفيات الجامعية الأخرى المعتمدة من قبل وزارة الصحة اللبنانية، بزيادة 13 حالة، كما سُجلت حالة وفاة لشخص في العقد التاسع من العمر كان في وضع صحي حرج ويعاني من أمراض مزمنة».[41]
- في 19 مارس 2020، أعلنت وزارة الصحة في التقرير اليومي عن تسجيل 16 إصابة مؤكدة بفيروس كورونا اليوم ليبلغ مجموع الحالات المثبتة مخبريا 149 حالة بما فيها الحالات التي تم تشخيصها في مستشفى رفيق الحريري الحكومي الجامعي، بالإضافة للمستشفيات الجامعية الأخرى المعتمدة من قبل الوزارة.[42]
- 21 آذار 2020 : أعلنت وزارة الصحة عن تسجيل 24 إصابة جديدة مثبتة بفيروس الكورونا، وأوضحت أنه ابتداء من 21 شباط وحتى تاريخ 21 آذار 2020، بلغ مجموع الحالات المثبتة مخبريا 187 حالة بما فيها الحالات التي تم تشخيصها في مستشفى رفيق الحريري الحكومي الجامعي، وتلك المبلغة من المستشفيات الجامعية الأخرى المعتمدة من قبل الوزارة (أي تم تسجيل 24 حالة جديدة عن 20 آذار 2020).[43][44]
  - في ملحق للتقرير اليومي عن كوفيد-19، وبعد ورود نتائج مخبرية من قبل المستشفيات الخاصة الجديدة التي انضمت حديثاً إلى لائحة مختبرات المستشفيات الجامعية المعتمدة في لبنان، اعلنت وزارة الصحة أن المجموع النهائي للحالات المثبتة لتاريخه، بلغ 206 حالات. كما وردت خلال الفترة الأخيرة 24 حالة جديدة من مختبرات خاصة خارج المختبرات الجامعية المعتمدة ستتم إعادة التأكد من نتائجها في مستشفى رفيق الحريري الجامعي.[45]
  - ارتفاع عدد الاصابات المؤكدة إلى 230 إصابة.[46]
  - تسجيل أصغر إصابة بالفيروس في لبنان حتى اليوم، عند طفلة بعمر سنة ونصف في مشفى رفيق الحريري الجامعي في لبنان [47]
- 22 آذار 2020 : ارتفاع عدد الاصابات المثبتة مخبريًّا إلى 248 إصابة، أما الحالات المشتبه بها والتي نقلها الصليب الأحمر اللبناني إلى المستشفيات فبلغت 258 حالة.[48]
- 23 آذار 2020: ارتفع عدد الحالات المثبتة مخبرياًّ في مستشفى الحريري الجامعي ومختبرات المستشفيات الجامعية المعتمدة، إلى 267 حالة بزيادة 19 حالة عن يوم 22 آذار 2020. كما وردت 11 حالة من مختبرات غير معتمدة من قبل الوزارة وهي تحتاج لإعادة التأكيد في مستشفى الحريري.[49]
- 24 آذار 2020: ارتفع عدد الحالات المثبتة مخبرياًّ في مستشفى الحريري الجامعي ومختبرات المستشفيات الجامعية المعتمدة، إلى 304 حالات بزيادة 37 حالة عن يوم 23 آذار 2020.[50]
- 25 آذار 2020: ارتفع عدد الحالات المثبتة مخبرياًّ، إلى 333 حالة بزيادة 29 حالة عن يوم 24 آذار 2020، فيما جرت فحوصات على 5285 شخصًا.[51]
  - أعلن «مستشفى سيدة المعونات الجامعي- جبيل»، وفاة مصاب بفيروس COVID-19 «كورونا»، كان يعاني من حالة متقدمة من سرطان الرئة، وشفاء ستة أشخاص بينهم الوزير والنائب السابق محمد الصفدي، في حين تستمر العناية بثمانية آخرين في القسم المذكور بينهم 6 من طاقم المستشفى التمريضي، إضافة إلى مريض «في حالة حرجة جدا نظرا لمعاناته من قصور مزمن في الكبد».[52]
  - أعلن مستشفى رفيق الحريري الجامعي، في تقريره اليومي «وفاة مصاب بفيروس الكورونا في وحدة العناية الفائقة الخاصة بمرضى الكورونا». وبذلك يصبح عدد الوفيات بالفيروس 6 أشخاص، فيما جرت فحوصات على 5534 شخصًا، ووجود 3 حالات حرجة.[53][54]
- 26 آذار 2020: ارتفع عدد الحالات المثبتة مخبرياًّ، إلى 368 حالة بزيادة 35 حالة عن يوم 25 آذار 2020، كذلك شهد اليوم ارتفاعًا مفاجئًا لعدد حالات الحجر الصحي إلى 944 حالة، بعدما كان يقتصر على ثلاث حالات فقط.[55]
- 27 آذار 2020: ارتفع عدد الحالات المثبتة مخبرياًّ، إلى 391 حالة بزيادة 23 حالة عن يوم 26 آذار 2020، كذلك ارتفع عدد الوفيات إلى 8 أشخاص، وعدد حالات الحجر الصحي إلى 995.[56]
- 28 آذار 2020: ارتفع عدد الحالات المثبتة مخبريًّا، إلى 412 حالة بزيادة 21 حالة عن يوم 27 آذار 2020.[57][58]
- 29 آذار 2020: ارتفع عدد الاصابات بفيروس الكورونا إلى 438 حالة بزيادة 26 حالة عن يوم 28 آذار 2020. كما، سجلت حالتا وفاة لدى مريضين يعانيان من أمراض مزمنة، كلاهما في العقد الثامن من العمر، أحدهما في مستشفى القديس جاورجيوس الجامعي، والثاني في مستشفى اوتيل ديو الجامعي، مما يرفع عدد الوفيات إلى عشرة.[59]
  - أفادت سفيرة لبنان لدى اسبانيا هلا كيروز انه تم تسجيل 5 اصابات بكورونا في صفوف الجالية اللبنانية، كما توفي شاب يبلغ من العمر 26 عامًا لوالدة لبنانية ووالد من الجنسية السورية.[60]
- 30 آذار 2020: بلغ عدد الحالات المثبتة مخبريًّا 446 حالة بزيادة 8 حالات عن يوم 29 آذار 2020. كما سجلت حال وفاة في مستشفى الحريري الحكومي الجامعي لمريضة في العقد الثامن من العمر، تعاني أمراضا مزمنة، ما يرفع عدد الوفيات إلى 11.[61]
- 31 آذار 2020: بلغ عدد الحالات المثبتة مخبريًّا، 463 حالة بزيادة 17 حالة عن يوم 30 آذار 2020. كما سجلت حالة وفاة في مستشفى سيدة المعونات الجامعي لمريض في العقد الخامس من العمر، كان يعاني من أمراض مزمنة مما يرفع عدد الوفيات إلى إثنتي عشرة.[62]

### نيسان (أبريل)
- 1 نيسان 2020: بلغ عدد الحالات المثبتة مخبريًّا، 479 حالة بزيادة 16 حالة عن يوم 31 آذار 2020. كما سجل وفاة مصابين، ليرتفع العدد إلى 14 شخصًا.[63]
- 2 نيسان 2020: بلغ عدد الحالات المثبتة مخبريًّا في مستشفى الحريري الجامعي ومختبرات المستشفيات الجامعية المعتمدة، بالإضافة إلى المختبرات الخاصة 494 حالة بزيادة 15 حالة عن يوم 1 نيسان 2020، وتم تسجيل 4 وفيات جديدة بالفيروس، ليصبح عدد الوفيات حتى تاريخه 16. [64]
- 3 نيسان 2020: بلغ عدد الحالات المثبتة مخبريًّا 508 حالات بزيادة 14 حالة عن يوم 2 نيسان 2020، وتم تسجيل وفاة جديدة بالفيروس، ليصبح عدد الوفيات حتى تاريخه 17. [65]
- 4 نيسان 2020: بلغ عدد الحالات المثبتة مخبريًّا، 520 حالة بزيادة 12 حالة عن يوم 3 نيسان 2020، علمًا ان عدد الفحوصات التي أجريت في الساعات الأربع والعشرين الماضية بلغ 550  فحصًا. ولم يتم تسجيل أي حالة وفاة جديدة بالفيروس.[66]
- 5 نيسان 2020: بلغ عدد الحالات المثبتة  527 حالة بزيادة 7 حالات عن يوم 4 نيسان 2020، وتم تسجيل حالة وفاة جديدة بالفيروس، ليصبح عدد الوفيات حتى تاريخه 18 وفاة.[67]
- 6 نيسان 2020: بلغ عدد الحالات المثبتة 541 حالة بزيادة 14 حالة عن يوم 5 نيسان 2020، علما أن عدد الفحوصات التي أجريت في الساعات الأربع والعشرين الماضية بلغ 242 فحصًا (من دون احتساب الفحوصات التي أجريت للمغتربين)، وتم تسجيل حالة وفاة جديدة بالفيروس، ليصبح عدد الوفيات حتى تاريخه 19 وفاة.
- 7 نيسان 2020: بلغ عدد الحالات المثبتة 548 حالة بزيادة 7 حالات عن يوم 6 نيسان 2020.[68]
- 8 نيسان 2020: بلغ عدد الحالات المثبتة 575 حالة بزيادة 27 حالة عن يوم 7 نيسان 2020، من ضمنهم، المغتربون الذين أظهرت الفحوصات إصابتهم بCOVID-19 وهم 7 على متن طائرة مدريد، و4 على متن طائرة باريس، وإصابة على متن رحلة خاصة. علمًا أن عدد الفحوصات التي أجريت في الساعات الأربع والعشرين الماضية، بلغ 587 فحصًا. ولم تسجل أي حالة وفاة جديدة بالفيروس، ليستقر عدد الوفيات حتى تاريخه على  19 وفاة.[69]
- 9 نيسان 2020: بلغ عدد الحالات المثبتة 582 حالة بزيادة 7 حالات عن يوم 8 نيسان 2020.[70][71]
- 10 نيسان 2020: أعلنت وزارة الصحة العامة عن سبع وعشرين إصابة جديدة، ما يرفع العدد الاجمالي إلى 609، وتسجيل وفاة واحدة، ليصبح العدد 20.[72][73]
- 11 نيسان 2020: أعلنت وزارة الصحة العامة عن 10 حالات جديدة، ترفع العدد الاجمالي للإصابات بكورونا إلى 619.[74]
- 14 نيسان 2020: بلغ عدد الحالات المثبتة 641 حالة، وتم تسجيل حالة وفاة جديدة بالفيروس، ليصبح عدد الوفيات حتى تاريخه 21 وفاة.[75]
- 15 نيسان 2020: بلغ عدد الحالات المثبتة 658 حالة، بزيادة 17 حالة عن يوم 14 نيسان 2020.[76]
- 17 نيسان 2020: بلغ عدد الحالات المثبتة 668 حالة، بزيادة 10 حالات عن يوم 15 نيسان 2020.[77]
- 20 نيسان 2020: بلغ عدد الحالات المثبتة 677 حالة، بزيادة أربع حالات عن يوم 19 نيسان 2020. و9 حالات عن يوم 17 نيسان 2020.[78]
- 22 نيسان 2020: بلغ عدد الحالات المثبتة 682 حالة، بزيادة 5 حالات عن يوم 20 نيسان 2020، وبعد تسجيل صفر حالة عن يوم أمس 21 نيسان 2020. وتم تسجيل حالة وفاة جديدة بالفيروس، ليصبح عدد الوفيات حتى تاريخه 22 وفاة.[79]
- 25 نيسان 2020: سجلت وزارة الصحة العامة ثماني اصابات كورونا جديدة، من تاريخ 24 نيسان 2020، رفعت العدد التراكمي منذ 21 شباط الماضي إلى 704 حالات، وتم تسجيل حالتي وفاة، ليصبح عدد الوفيات حتى تاريخه 24 وفاة.[80]
- 26 نيسان 2020: بلغ عدد الحالات المثبتة 707 حالة، بزيادة 3 حالات عن يوم 25 نيسان 2020.[81]
- 27 نيسان 2020: بلغ عدد الحالات المثبتة 710 حالات، بزيادة 3 حالات عن يوم 26 نيسان 2020.[82]
- 29 نيسان 2020: بلغ عدد الحالات المثبتة 721 حالة، بزيادة 4 حالات عن يوم 28 نيسان 2020، و7 حالات عن يوم 27 نيسان 2020.[83]

### أيار (مايو)
- 1 أيار 2020: بلغ عدد الحالات المثبتة 729 حالة، بزيادة 8 حالات عن يومي 29 و30 نيسان 2020.[84]
- 2 أيار 2020: بلغ عدد الحالات المثبتة 733 حالة، بزيادة 4 حالات عن يوم 1 أيار 2020. وتم تسجيل حالة وفاة جديدة بالفيروس، ليصبح عدد الوفيات حتى تاريخه 25 وفاة.[85]
- 4 أيار 2020: بلغ عدد الحالات المثبتة 740 حالة، بزيادة 3 حالات عن يوم 3 أيار 2020، و 4 حالات عن يوم 2 أيار 2020.[86]
- 6 أيار 2020: بلغ عدد الحالات المثبتة 750 حالة بزيادة 9 حالات عن يوم 5 أيار 2020، وحالة واحدة عن يوم 4 أيار 2020.[87]
- 7 أيار 2020: بلغ عدد الحالات المثبتة 784 حالة، بزيادة 34 حالة عن يوم 6 أيار 2020. وأوضحت وزارة الصحة في بيانها اليومي أن الحالات الجديدة سجلت بحسب الآتي: 33 حالة بين الوافدين من خارج لبنان، وحالة واحدة بين المقيمين.[88]
- 8 أيار 2020: بلغ عدد الحالات المثبتة 796 حالة، بزيادة 12 حالة عن يوم 7 أيار 2020. وتم تسجيل حالة وفاة جديدة بالفيروس، ليصبح عدد الوفيات حتى تاريخه 26 وفاة. وأوضحت وزارة الصحة في بيانها اليومي أن الحالات الجديدة سجلت بحسب الآتي: 6 حالات بين الوافدين من خارج لبنان، و6 حالات بين المقيمين.[89]
- 9 أيار 2020: بلغ عدد الحالات المثبتة 809 حالات. وأوضحت غرفة إدارة الكوارث التابعة لوزارة الصحة العامة، في تقريرها اليومي الذي يتعلق بمستجدات فيروس كورونا، أن لبنان سجل 13 اصابة جديدة بكورونا، وتوزعت على الشكل التالي: 11 اصابة من بين المقيمين و2 من بين الوافدين. وأشار التقرير إلى أن أقل من 9% من المصابين حالتهم حرجة، وحوالي 65% من الإصابات حالتها خفيفة ومتوسطة، فيما لا تظهر أي عوارض على أكثر من 26% من المصابين بالفيروس، كما يبين التقرير أن عدد الإصابات للذكور هو أعلى من عدد الإصابات للإناث بفارق بسيط، كما أن الفئة العمرية بين 20 و29 عاما تحظى بأعلى نسبة من بين المصابين حيث بلغت أكثر من 24% من بين مجمل الفئات العمرية المصابة.[90] وفي تعليق له على عودة ارتفاع أعداد الاصابات، قال وزير الصحة: إذا بقيت نتائج اصابات كورونا مرتفعة ساطلب من مجلس الوزراء اقفال البلد 48 ساعة. وأضاف ان اللجنة الوزارية الخاصة بكورونا قررت تخفيض عدد الرحلات في المرحلة الثالثة من إعادة المغتربين.[91]
- 10 أيار 2020: بلغ عدد الحالات المثبتة 845 حالة، بزيادة 34 حالة عن يوم 9 أيار 2020. توزعت على الشكل التالي: 23 اصابة من بين المقيمين و13 من بين الوافدين.[92]
- 11 أيار 2020: بلغ عدد الحالات المثبتة 859 حالة، بزيادة 14 حالة عن يوم 10 أيار 2020. توزعت على الشكل التالي: 12 اصابة من بين المقيمين وإصابتان من بين الوافدين.[93]
- 12 أيار 2020: بلغ عدد الحالات المثبتة 870 حالة، بزيادة 11 حالة عن يوم 11 أيار 2020. توزعت على الشكل التالي: 10 اصابات من بين المقيمين وإصابة واحدة من بين الوافدين.[94]
- 14 أيار 2020: بلغ عدد الحالات المثبتة 886 حالة، بزيادة 8 حالات عن يوم 13 أيار 2020، و8 حالات عن يوم 12 أيار 2020.
- 15 أيار 2020: أعلنت وزارة الصحة العامة تسجيل 5 اصابات كورونا جديدة، رفعت العدد التراكمي للحالات المثبتة إلى 891.[95]
- 16 أيار 2020: بلغ عدد الحالات المثبتة 902 حالة، بزيادة 11 حالة عن يوم 15 أيار 2020.[96] توزعت على الشكل التالي: 5 اصابات من بين المقيمين و6 من بين الوافدين.[97]
- 18 أيار 2020: بلغ عدد الحالات المثبتة 931 حالة بزيادة 20 حالة عن يوم 17 أيار 2020، و9 حالات عن يوم 16 أيار 2020.[98]
- 20 أيار 2020: بلغ عدد الحالات المثبتة 961 حالة بزيادة 7 حالات عن يوم 19 أيار 2020، و23 حالة عن يوم 18 أيار 2020.[99][100]
- 21 أيار 2020: سجلت وزارة الصحة العامة 63 حالة كورونا جديدة، رفعت العدد التراكمي إلى 1024 اصابة.[101] علما أن وصول عدد الاصابات إلى هذا الرقم المرتفع غير مسبوق منذ بدء الأزمة.
- 22 أيار 2020: أكدت الفحوصات المخبرية للكشف على كورونا تسجيل 62 إصابة جديدة، 3 من تلك الإصابات لوافدين إلى لبنان، و59 لمقيمين في لبنان ليرتفع عدد الإصابات الإجمالي إلى 1086 حالة إصابة منذ ظهور الفيروس في لبنان في 21 شباط الماضي. وأوضح تقرير وزارة الصحة اليومي أن عدد الوفيات بهذا العدوى بقي مستقرًا على 26 حالة وفاة من دون زيادة، فيما سجل 62 حالة شفاء جديدة، مبينة أن عدد الفحوصات التي أجريت خلال الـ 24 ساعة الماضية بلغت 2100.[102]
- 23 أيار 2020: سجلت وزارة الصحة العامة 11 حالة كورونا جديدة، رفعت العدد التراكمي إلى 1097 إصابة.[103]
- 24 أيار 2020: بلغ عدد الحالات المثبتة 1114 حالة، بزيادة 17 حالة عن يوم 23 أيار 2020.[104]
- 25 أيار 2020: سجلت وزارة الصحة العامة 5 حالات كورونا جديدة، رفعت العدد التراكمي إلى 1119 اصابة.[105]
- 26 أيار 2020: سجلت وزارة الصحة العامة 21 حالة كورونا جديدة، رفعت العدد التراكمي إلى 1140 اصابة. توزعت على الشكل التالي: 15 اصابة من بين المقيمين و6 من بين الوافدين.[106]
- 27 أيار 2020: سجلت وزارة الصحة العامة 21 حالة كورونا جديدة، رفعت العدد التراكمي إلى 1161  اصابة.[107]
- 28 أيار 2020: بلغ عدد الحالات المثبتة 1168 حالة، بزيادة 7 حالات عن يوم 27 أيار 2020.[108]
- 30 أيار 2020: سجلت وزارة الصحة العامة 19 حالة كورونا جديدة بعدما سجلت 4 حالات أيضًا عن يوم 29 أيار 2020، ما رفع العدد التراكمي إلى 1191 إصابة.[109]
- 31 أيار 2020: سجلت وزارة الصحة العامة 29 حالة كورونا جديدة، رفعت العدد التراكمي إلى 1220  اصابة، وتوزعت على الشكل التالي: 2 اصابتان من بين المقيمين، و17 من بين الوافدين.[110]

حزيران (يونيو)
- 1 حزيران 2020: بلغ عدد الحالات المثبتة 1233 حالة، بزيادة 13 حالة عن يوم 31 أيار 2020. وتوزعت على النحو الآتي: 7 إصابات من بين المقيمين و6 إصابات من بين الوافدين.[111]
- 2 حزيران 2020: سجلت وزارة الصحة العامة 9 اصابات كورونا جديدة رفعت العدد التراكمي للحالات المثبتة إلى 1242. وتوزعت على النحو الآتي: 2 إصابتان من بين المقيمين و7 إصابات من بين الوافدين. [112]
- 4 حزيران 2020: سجلت وزارة الصحة العامة 50 حالة كورونا جديدة، رفعت العدد التراكمي إلى 1306 اصابة، بعدما سجلت 15 اصابة أيضًا عن يوم 3 حزيران 2020. [113]
- 6 حزيران 2020: أعلنت وزارة الصحة العامة تسجيل 8 اصابات كورونا جديدة، رفعت العدد التراكمي للحالات المثبتة إلى 1320، وحالة وفاة رفعت العدد إلى 29. وكان قد تم تسجيل 6 إصابات في 5 حزيران 2020. [114]
- 7 حزيران 2020: بلغ عدد الحالات المثبتة 1331 حالة، بزيادة 11 حالة، وتم تسجيل حالة وفاة جديدة ليصبح العدد الاجمالي 30. [115]
- 9 حزيران 2020: بلغ عدد الحالات المثبتة 1368 حالة، بزيادة 18 حالة عن يوم 8 حزيران 2020، و19 حالة عن يوم 7 حزيران 2020. [116]
- 12 حزيران 2020: أعلنت وزارة الصحة العامة تسجيل 20 اصابات كورونا جديدة رفعت العدد التراكمي للحالات المثبتة إلى 1422. [117]
- 16 حزيران 2020: أعلنت وزارة الصحة العامة في تقريرها اليومي، أن الفحوصات المخبرية أكدت تسجيل 9 إصابات جديدة، 6 من تلك الإصابات لمقيمين في لبنان من المخالطين، و3 لوافدين إلى لبنان، ليرتفع عدد الإصابات الإجمالي إلى 1473 حالة إصابة منذ ظهور الفيروس في لبنان في 21 شباط الماضي. وأوضح التقرير أنه لم يتم تسجيل أي حالة وفاة جديدة خلال الـ24 ساعة الماضية، ليبقى العدد مستقرا على 32 حالة وفاة، كما ارتفعت حالات الشفاء إلى 889.[118]
- 18 حزيران 2020: سُجّلت 6 اصابات كورونا جديدة، ما رفع العدد التراكمي للحالات المثبتة إلى 1495. [119]
- 20 حزيران 2020: سُجّلت 26 اصابة كورونا جديدة، ما رفع العدد التراكمي للحالات المثبتة إلى 1536.[120]
- 26 حزيران 2020: بلغ عدد الحالات المصابة 35 ليرتفع العدد التراكمي للحالات المثبتة إلى 1697.[121]
- 30 حزيران 2020: تسجيل 33 إصابة كورونا جديدة، رفعت العدد التراكمي للحالات المثبتة إلى 1778. وبلغ عدد الوفيات 34. [122]

### تموز (يوليو)
- 5 تموز 2020: اعلنت وزارة الصحة العامة تسجيل 18 اصابة  كورونا جديدة رفعت العدد التراكمي للحالات المثبتة إلى 1873، وتسجيل حالة وفاة ليرفع العدد الإجمالي إلى 36. [123]
- 14 تموز 2020 : سُجلت 32 حالة جديدة مُصابة بفيروس «كورونا» المستجد (كوفيد 19)، ليرتفع العدد التراكمي للإصابات منذ 21 شباط الماضي إلى 2452 حالة. كما تم تسجيل حالة وفاة واحدة جديدة ليرتفع العدد إلى 37.[124] وكان لبنان قد سجل في 12 تموز أعلى مستوى بعدد الاصابات منذ بدء الأزمة، بلغ 166 اصابة في يوم واحد. [125]
- 15 تموز 2020 : سُجّلت 91 اصابة كورونا جديدة رفعت العدد التراكمي للحالات المثبتة إلى 2542، كما تم تسجيل حالة وفاة واحدة جديدة ليرتفع العدد إلى 38. [126]
- 16 تموز 2020: سُجلت 57 اصابة كورونا جديدة، رفعت العدد التراكمي للحالات المثبتة إلى 2599، كما تم تسجيل حالتي وفاة ليرتفع العدد إلى 40. [127]
- 18 تموز 2020: اعلنت وزارة الصحة العامة تسجيل 75 اصابة كورونا جديدة، رفعت العدد التراكمي للحالات المثبتة إلى 2775. [128] وكانت قد سُجّلت 101 إصابة في 17 تموز 2020.[129]
- 23 تموز 2020: سُجلت 156 اصابة كورونا جديدة رفعت العدد التراكمي للحالات المثبتة إلى 3260. وكان عدد الوقيات قد ارتفع إلى 43 في وقت سابق. [130]
- 24 تموز 2020: سُجلت 147 اصابة كورونا جديدة رفعت العدد التراكمي للحالات المثبتة إلى 3407. كما تم تسجيل ثلاث حالات وقيات جديدة ليرتفع العدد إلى 46. [131]
- 25 تموز 2020: سُجلت 175 اصابة كورونا جديدة رفعت العدد التراكمي للحالات المثبتة إلى 3582، وهذا الرقم غير مسبوق منذ بدء انتشار الحالات في لبنان، ويعد ارتفاعا قياسيًّا في عدد الاصابات اليومية. كما تم تسجيل حالة وفاة جديدة ليرتفع العدد إلى 47. [132]
- 27 تموز 2020: تسجيل 132 اصابة كورونا جديدة، رفعت العدد التراكمي للحالات المثبتة إلى 3882. وكان عدد الوفيات قد ارتفع إلى 51 في 26 تموز 2020. [133]

- 31 تموز 2020: أعلنت وزارة الصحة العامة تسجيل 224 إصابة كورونا جديدة رفعت العدد التراكمي للحالات المثبتة إلى 4555، وهذا رقم جديد غير مسبوق في ارتفاع عدد الاصابات خلال يوم واحد. كذلك بلغ عدد الوفيات حتى تاريخه 61 حالة وفاة. [134]

### آب (أغسطس)
- 6 آب 2020: أعلنت وزارة الصحة العامة في تقريرها اليومي، «تسجيل 255 حالة جديدة مُصابة بفيروس» كورونا" المستجد (كوفيد 19)، ليرتفع العدد التراكمي للإصابات منذ 21 شباط الماضي إلى 5672 حالة". وأشارت إلى أنّه «تمّ تسجيل 251 حالة إصابة بين المقيمين خلال الـ24 ساعة الماضية، و4 حالة بين الوافدين»، لافتةً إلى أنّه «تمّ تسجيل حالتي وفاة خلال الساعات الـ24 الماضية، ليرتفع العدد الإجمالي للوفيات إلى 70».[135]
- 11 آب 2020: أعلن لبنان عن رقم قياسي يومي بأكثر من 300 حالة مُصابة بفيروس «كورونا» المستجد وسبع وفيات.[136]
- 17 آب 2020: سجلت وزارة الصحة العامة 456 اصابة كورونا جديدة رفعت العدد التراكمي منذ 21 شباط الماضي إلى 9337 حالة. كما تم تسجيل حالتي وفاة، ليرتفع العدد الاجمالي للوفيات إلى 105. [137]
- 18 آب 2020: بلغ عدد الاصابات اليوم 421 اصابة جديدة، ليرتفع العدد إلى 9758 حالة، كما تم تسجيل حالتي وفاة ليرتفع العدد إلى 107. [138]
- 19 آب 2020: سجلت وزارة الصحة العامة رقما قياسيًّا جديدًا غير مسبوق، هو 589 إصابة كورونا جديدة رفعت العدد التراكمي إلى 10347 حالة. كما تم تسجيل حالتي وفاة ليرتفع العدد إلى 109. [139]
- 20 آب 2020: سُجّل اليوم رقم قياسيّ جديد غير مسبوق في عدد الاصابات، إذ بلغ العدد 605 إصابات، ما رفع العدد إلى 10952 حالة، كما تم تسجيل 4 حالات وفاة ليرتفع العدد إلى 113. [140]
- 24 آب 2020: سُجّل 457 حالة جديدة، ليرتفع العدد التراكمي للإصابات إلى 13155 حالة، كما سُجّل 3 حالات وفاة جديدة خلال الساعات الـ24 الماضية، ليرتفع العدد الإجمالي للوفيات إلى 126. [141]

### أيلول (سبتمبر)
- 14 أيلول 2020: أعلنت وزارة الصحة العامة تسجيل 547 اصابة كورونا جديدة، رفعت العدد التراكمي منذ 21  شباط الماضي إلى 24857 حالة. كما سُجّل 5 حالات وفاة جديدة رفعت العدد الاجمالي للوفيات إلى 246. [142]
- 20 أيلول 2020: سُجّل اليوم رقم قياسي جديد غير مسبوق في عدد الاصابات، هو 1006 اصابات ما رفع العدد التراكمي إلى 29303 حالة، كما تم تسجيل 11 حالة وفاة ليرتفع العدد الاجمالي إلى 297.[143]

### تشرين الثاني (نوفمبر)
- 15 تشرين الثاني 2020: أعلنت وزارة الصحة العامة تسجيل 1163 اصابة كورونا جديدة رفعت العدد التراكمي للحالات المثبتة إلى 105430 حالات. كما تم تسجيل 11 حالة وفاة ليرتفع العدد الاجمالي إلى 817.[144]

## 2021

### كانون الثاني (يناير)
- 7 كانون الثاني 2021: سُجّل اليوم الأربعاء، رقم قياسي جديد بعدد الإصابات، إذ أعلنت وزارة الصحة العامة تسجيل 4166 إصابة كورونا جديدة، رفعت العدد التراكمي للحالات المثبتة إلى 199925. كما تم تسجيل 21 حالة وفاة، ليصبح العدد الاجمالي 1550.[145]
- 8 كانون الثاني 2021: سُجّل اليوم أيضًا، رقم قياسي جديد بارتفاع الإصابات اليومية، إذ أعلنت وزارة الصحة في بيانها اليومي، تسجيل 5440 إصابة كورونا جديدة رفعت العدد التراكمي للحالات المثبتة إلى 210139. كما تم تسجيل 17 حالة وفاة ليرتفع العدد التراكمي إلى 1570. [146]
- 11 كانون الثاني (يناير): إعلان حالة الطوارئ في لبنان.[19][147] وكان قد سُجل اليوم الاثنين 3095 إصابة جديدة ليرتفع العدد التراكمي إلى 222391 إصابة مؤكدة، كما تم تسجيل 23 حالة وفاة ليرتفع العدد التراكمي إلى 1629.[148][149]
- 12 كانون الثاني: رقم مرتفع جديد يتم تسجيله اليوم، مع بلوغ عدد الإصابات التي أعلنت عنها وزارة الصحة العامة في تقريرها اليومي، 4557 حالة جديدة مُصابة بفيروس "كورونا" المستجد (كوفيد 19) خلال الـ24 ساعة الماضية، ليرتفع العدد التراكمي للإصابات منذ 21 شباط الماضي إلى 226948 حالة، كذلك بلغ عدد الوفيات 32 حالة وفاة جديدة (مع إضافة 44 حالة قديمة كانت قيد التقصي لتثبيت الوفاة بكورونا)، ليرتفع العدد الإجمالي للوفيات إلى 1705. [150]
- 13 كانون الثاني: أرقام قياسية جديدة سُجّلت اليوم مع ارتفاع في عدد الاصابات وحالات الوفاة عشية بدء الحظر الشامل، إذ أعلنت وزارة الصحة في تقريرها اليومي، أنه تم تسجيل 4988 حالة جديدة مُصابة بـ«كورونا» خلال الـ24 ساعة الماضية، ليرتفع العدد التراكمي للإصابات إلى 231936 حالة. وأوضحت أنّه تسجيل 35 حالة وفاة جديدة ، ليرتفع العدد الإجمالي للوفيات إلى 1740.[151]
- كان لافتا مناشدة مدير مستشفى رفيق الحريري فراس أبيض، اليوم إذ توجه إلى اللبنانيين قائلاً: «رحمة فينا، نطلب من الناس الإلتزام بالإقفال العام فالوضع دقيق جدًا».[152]
- أعلن مساء اليوم عن إصابة وزير الصحة حمد حسن بالكورونا، وقد أُدخل إلى المستشفى لتلقي العلاج، كذلك أصيب معه ثلاثة من مكتبه.[153]
- 14 كانون الثاني: ارتفاع قياسي غير مسبوق في عدد الاصابات والوفيات، إذ أعلنت وزارة الصحة العامة في تقريرها اليومي، تسجيل 5196 اصابة كورونا جديدة رفعت العدد التراكمي للحالات المثبتة إلى 237132، كما تم تسجيل 41 حالة وفاة ليرتفع العدد التراكمي إلى 1781.[154]
- 15 كانون الثاني: مجدًدا، ارتفاع قياسي غير مسبوق في عدد الاصابات والوفيات، إذ أعلنت وزارة الصحة العامة في تقريرها اليومي، تسجيل 6154 إصابة جديدة بفيروس كورونا ليرتفع العدد التراكمي إلى 243286 إصابة مؤكدة، كما تم تسجيل 44 حالة وفاة، ليرتفع العدد التراكمي إلى 1825. [155]
- وكان قد صدر عن تجمع المستشفيات الجامعية الذي يضم: المركز الطبي في الجامعة الأميركية - بيروت، المركز الطبي للجامعة اللبنانية الأميركية - مستشفى رزق، مستشفى القديس جاورجيوس الجامعي، مستشفى سيدة المعونات الجامعي، مستشفى أوتيل ديو الجامعي، مستشفى جبل لبنان الجامعي، والمستشفى اللبناني الجعيتاوي الجامعي، بيانًا أوضحت فيه أنها «تصارع التحديات على مختلف الصعد، وقد أصبحت تواجه مزيدًا من العقبات التي تمنعها من متابعة تقديم العناية والعلاج اللازم للمرضى، وذلك بسبب عدم توافر المستلزمات الطبية والعلاجية وبعض الأدوية الحيوية».[156]
- مجلس النواب أقر قانون تنظيم استخدام المنتجات الطبية لمكافحة كورونا معدلاً. [157]
- 22 كانون الثاني: تم تسجيل 3220 إصابة كورونا جديدة، رفعت العدد التراكمي للحالات المثبتة إلى 272411، كما تم تسجيل 57 حالة وفاة، ليصبح العدد التراكمي 2218.[158] وكانت وزارة الصحة اللبنانية قد سجلت في تقريرها اليومي عن بلوغ عدد الاصابات في 21 كانون الثاني 4594 إصابة جديدة، و67 حالة وفاة.[159]

## تداعيات الحدث
- في 28 فبراير 2020، أعلن وزير التعليم طارق المجذوب عن إغلاق جميع المؤسسات التعليمية اعتبارًا من 29 فبراير وحتى 8 مارس.[160]
- في 13 مارس 2020 أنبأت الوكالة الوطنية اللبنانية باغلاق عدد من المساجد في طرابلس يوم الجمعة للوقاية من انتقال الفيروس.[161]
- في 15 مارس 2020 إعلان الرئيس اللبناني ميشال عون حالة الطوارئ الصحية في البلاد، وحالة تعبئة عامة في جميع المناطق اللبنانية.[162]
- في 16 مارس 2020، أطلق وزير الصحة العامة الدكتور حمد حسن الصندوق الوطني لمكافحة كورونا، وأعلن فتح الحساب الآتي للتبرع لمواجهة الفيروس.[163]
  - تداول ناشطون عبر مواقع التواصل الاجتماعي مقطع فيديو يظهر حشداً كبيراً من المواطنين المتجمهرين في منطقة كورنيش المزرعة - بيروت، وذلك في فعلٍ مخالف لقرار الحكومة بالتعبئة العامة والالتزام في المنازل في إطار مواجهة فيروس «كورونا» المستجد.[164]

- في 17 مارس 2020:
  - لفتت وزارة الصحة إلى أن لبنان أمام أسبوعين مهمين جداً، بما أنّ المطار أُقفل وعُزل البلد عن العالم لـ«ندخل في مرحلة الحجر الصحي الشامل. وبناء عليه، على اللبنانيين التزام منازلهم لتجفيف المرض».[165]
  - نشر معهد الصحة العالمية التابع للجامعة الأميركية في بيروت فيديو لرسم بياني متحرك يؤكد أنّ لبنان سجل أداء أفضل على مستوى احتواء كورونا بالمقارنة مع غيره من البلدان مثل هولندا والبحرين والنروج وسويسرا والنمسا وسواها حتى الوقت الراهن.[165]
- في 18 مارس 2020 : وزير الداخلية محمد فهمي في حديث تلفزيوني: ما نشر عن إصابة عنصر قوى أمن بفيروس كورونا صحيح وتم تنفيذ الاجراءات كافة التي عُممت علينا وتم حجر 13 شخصًا في منازلهم،[166] وأطلب بكل إنسانية إنقاذ لبنان، ولا زلنا ضمن الاحتواء. لكن إذا بقي الاستهتار ولم نتعلم من أهم الدول التي تفشى فيها كورونا عندها ماذا ممكن ان يحصل بمجتمعنا ووطننا؟ الا يكفينا الوضع الاقتصادي والمعيشي؟[167]
- في 19 مارس 2020: تتابع وزارة الصحة أخذ العينات من جميع المشتبه بإصابتهم مع تحديد ومتابعة جميع المخالطين ومراقبة جميع القادمين من البلدان التي تشهد انتشاراً للفيروس. كما تتابع التقصي الوبائي (مصدر العدوى) لبعض الحالات التي شخصت أخيرًا. وناشدت الوزارة جميع المواطنين التقيد بالتدابير الوقائية الصادرة عن المراجع الرسمية ولا سيما الحجر المنزلي الإلزامي وضبط الحركة إلا عند الضرورة القصوى.[42]
- في 21 مارس 2020: الإعلان عن اصابة وزير المال السابق محمد الصفدي، بفيروس كورونا. وأوضحت زوجته الوزيرة السابقة فيوليت الصفدي أن «زوجها بحالة جيدة بعدما أتت نتيجة الفحص المخبري ايجابية».[168]
- في 23 آذار 2020: أعلنت الوزيرة السابقة والإعلامية مي شدياق أنه بعد عودتها من باريس في الأسبوع الماضي، ظهرت لديها بعض العوارض المشابهة لعوارض الإصابة بفيروس كورونا ما استدعى الزامها فوراً بالحجر المنزلي، مشيرة إلى أنها أجرت فحوصات طبية في المستشفى.[169]

### أول مولود في قسم طوارئ كورونا
في 22 آذار 2020 شهد قسم طوارئ الكورونا في مستشفى رفيق الحريري الجامعية، حدثًا هو الأول من نوعه في لبنان منذ بدء أزمة الفيروس المستجد، حيث أجرى الأطباء في دائرة الطب النسائي والولادة في المستشفى عملية ولادة قيصرية داخل غرفة العمليات في طوارئ الكورونا، بالتعاون مع الطاقم الطبي والتمريضي الخاص بالفيروس، لسيدة لاحظ أفراد طاقم الطب النسائي والتوليد ظهور عوارض كورونا عليها من سعال وبلغم وضيق في التنفس. وتكللت العملية بولادة طفل بكامل الصحة.
وتعدّ هذه العملية أول تطبيق عملي للبروتوكول الذي وضعته دائرة الطب النسائي والولادة في المستشفى تحسبًا لاستقبال حالات ولادة لنساء حوامل مشتبه بإصابتهن أو مصابات بفيروس الكورونا، حماية للطاقم الطبي والتمريضي ولسلامة الأم والمولود. وقرر الفريق الطبي إيداع المولود في جهاز «الحاضنة» (Couveuse) إلى جانب والدته، حيث تم وضعهما في غرفة العزل داخل المستشفى، وخضوعهما للفحوصات الطبية المقررة، بعد الاشتباه بإصابة الأم بالفيروس.

### إغلاق المطار
عند الثانية عشرة من منتصف ليل 18 مارس 2020، أغلق مطار رفيق الحريري الدولي - بيروت أجواءه أمام حركة الملاحة الجوية، تطبيقا لمقررات مجلس الوزراء الأخيرة للحد من انتشار فيروس كورونا، بعد إعلان التعبئة الصحية العامة في لبنان، باستثناء طائرات: الشحن، العسكرية، الإسعاف، وطائرات الهليكوبتر الخاصة للعاملين لدى الشركات المرتبطة بعمليات الحفر في البلوك رقم 4.
- 5 نيسان 2020: جال رئيس مجلس الوزراء حسان دياب في مطار رفيق الحريري الدولي في بيروت، تحضيرًا لاستقبال المغتربين ضمن المرحلة الأولى التي أعدتها الحكومة لعودتهم. وكانت أول الطائرات التي حطّت في المطار بعد افتتاحه أمام الملاحة مجددًا، من الرياض.[172]
- 30 حزيران 2020: طيران الشرق الوسط أعلنت إعادة فتح المطار أمام اللبنانيين والعرب والأجانب وجدول الرحلات من 1 لغاية 22 تموز المقبل. [173]

### مصير العام الدراسي
17 أيار 2020: ألغى وزير التربية والتعليم اللبناني طارق المجذوب استثنائيًّا دورة العام 2020 لامتحانات الثانوية العامة بفروعها الأربعة (بعد إلغاء البريفيه لهذا العام)، واستكمال العام الدراسي عن بعد حتى آخر شهر أيار، على أن تعطى إفادات للطلاب وفق ضوابط يحددها مجلس الوزراء. أما بالنسبة إلى أصحاب الطلبات الحرة، فلم تعلن الصيغة الخاصة بهم. كذلك، تقرر استكمال العام الدراسي للمراحل كافة، الأكاديمية والمهنية، بالتعليم عن بعد حتى آخر أيار، على أن يرفع الطلاب إلى الصف الأعلى مع تعويض الكفايات الناقصة في العام المقبل ووضع ضوابط.

## بدء مرحلة «الانتشار»
حذرت وزراة الصحة اللبنانية في بيان صادر في 21 آذار 2020 من أن بلوغ عدد الاصابات 206، يشير إلى بدء مرحلة الانتشار، وعليه شددت الوزارة على تطبيق جميع الإجراءات الوقائية خاصة الالتزام بالحجر المنزلي التام الذي أضحى مسؤولية أخلاقية فردية ومجتمعية واجبة على كل مواطن، وان أي تهاون بتطبيقها سيعرض صاحبها للملاحقة القانونية والجزائية.
- باشرت قوى الأمن تطبيق قرار مجلس الوزراء المتعلق بإعلان التعبئة العامة لمواجهة فيروس كورونا بتاريخ 15/3/2020 والذي قضى بوجوب التزام المواطنين البقاء في منازلهم وعدم الخروج منها الا للضرورة القصوى لغاية تاريخ 29/3/2020، وذلك بالوسائل المتاحة كافة، عبر تسيير دورياتها على الأراضي اللبنانية وإنذار المواطنين من خلال حملات التوعية المباشرة بواسطة مكبرات الصوت، وعبر مواقع التواصل الاجتماعي من أجل الحض على التقيد التام بالتزام المنازل وعدم القيام بالتجمعات وإقفال المؤسسات والمحال التجارية، إضافة إلى قيام القطعات الإقليمية بتنظيم مئات المحاضر في حق المخالفين.[175]
- مساء 21 آذار 2020 دعا رئيس مجلس الوزراء حسان دياب، اللبنانيين في كلمة ألقاها، إلى حظر تجول ذاتي بعدما بات فيروس كورونا «على الأبواب».[176]
- المديرية العامة لقوى الأمن الداخلي تطلب من المواطنين التزام منازلهم بشكل تام، وعدم القيام بالتجمعات، ووقف العمل بوسائل النقل الإجمالية (باصات، فانات من جميع الاحجام...)، وان الإصرار على عدم التقيد بقرار التعبئة العامة والاستمرار في التجمعات وفتح المحال أمام الزبائن، سيؤدي إلى نشر هذا الوباء على الأراضي اللبنانية كافة، وإلى صعوبة السيطرة عليه.

22 آذار 2020 : قوى الأمن الداخي (شعبة العلاقات العامة) توضح في بيان، أنها ستتخذ اجراءات أكثر تشددا في حق المخالفين اعتبارا من الساعة السادسة صباح اليوم أي 22 آذار 2020 ولن تكتفي بتسطير محاضر إدارية في حقهم فحسب، بل سيتم ملاحقتهم قضائيا وتنظيم محاضر عدلية وفقا لقانون العقوبات، ولاسيما المادة 604 التي تنص على ما يلي: 
«من تسبب عن قلة احتراز أو إهمال أو عدم مراعاة القوانين أو الأنظمة في انتشار مرض وبائي من أمراض الإنسان عوقب بالحبس حتى ستة أشهر. وإذا أقدم الفاعل على فعله وهو عالم بالأمر من غير أن يقصد موت أحد، عوقب بالحبس من سنة إلى ثلاث سنوات فضلا عن غرامة».
- الجيش اللبناني: تحليق مروحيات تابعة للجيش فوق مناطق لبنانية عدة، داعية المواطنين إلى التزام منازلهم وعدم الخروح منها إلا للحالة القصوى.
  - دوريات ثابتة ومتحركة للجيش وقوى الأمن الداخلي تجوب المناطق لتطبيق قرار مجلس الوزراء.[177]
  - البلديات تتخذ قرارات وقائية منها قطع الطرق المؤدية إلى القرى والبلدات وحصرتها بمدخل واحد تجري مراقبته، وأخذ حرارة الداخلين وتوزيع أقنعة واقية وقفازات ومواد تنظيف.[178][179][180][181][182]
  - قوى الأمن الداخلي تسطّر 186 محضر ضبط حتى الساعة 6 مساء 22 آذار 2020، بحق المخالفين لقرار التعبئة العامة الصادر عن الحكومة لمكافحة فيروس كورونا.[183]

- في 23 آذار 2020: قوى الأمن الداخلي تسطّر 227 محضر ضبط، بحق المخالفين لقرار التعبئة العامة الصادر عن الحكومة لمكافحة فيروس كورونا.[184]
  - انتشر على مواقع التواصل الاجتماعي فيديو طريف لمجموعة من عناصر الجيش ينفذون قرار التعبئة العامة بعدم التجول، ويظهر في الفيديو العناصر وهم يرددون أغنية: «هيلا هيلا هيلا هيلا هو.. الطريق مسكر يا حلو»، التي استخدمها بعض المواطنين كشعار غنائي أثناء اندلاع ثورة لبنان في 17 تشرين الأول.[185]
- في 25 آذار 2020: بلغ عدد المحاضر المنظمة من قبل قوى الأمن الداخلي، من تاريخ 21/03/2020، أي منذ بدء الإجراءات، حتى تاريخ 25/03/2020، 1286 محضرا.[186]

- 26 آذار 2020: المجلس الأعلى للدفاع: تمديد التعبئة العامة لغاية 12 نيسان (أبريل) 2020، مع التشديد على البقاء في المنازل، وتشكيل لجنة وزارية تكلف لمتابعة اوضاع اللبنانين في الخارج.[7]
- 28 آذار 2020: صدر عن قيادة الجيش - مديرية التوجيه البيان الآتي: «نفذت وحدات الجيش المنتشرة في المناطق كافة إجراءات استثنائية تطبيقًا لقرار حظر التجول من السابعة مساء حتى الخامسة صباحا، ومتابعة مدى تقيد المؤسسات التي شملها القرار بالإقفال». وشددت القيادة على وجوب الالتزام التام بتطبيق التعبئة العامة، داعية المواطنين إلى التقيد بالإجراءات والتعليمات لجهة البقاء في منازلهم وعدم مغادرتها إلا في حالات الضرورة القصوى، وعدم التجمع لأي سبب كان تحت طائلة المسؤولية.[187]
- في 2 نيسان 2020: دعا الجيش في تغريدة على «تويتر» المواطن اللبناني بالقول: «تقيد بالتعليمات، إلتزم منزلك، إمتنع عن التجول إلا في حالات الضرورة القصوى».[188]
- 5 نيسان 2020: أصدر وزير الداخلية والبلديات محمد فهمي قرارا حدد بموجبه توقيت السير للآليات وفقا لأرقام اللوحات.[189]

### استجواب موقوف عبر الواتساب!
في 23 آذار 2020: أعلنت المديرية العامة لقوى الأمن الداخلي، أنّه “في سابقة من نوعها في لبنان، وفي ظل الإجراءات المتخذة للوقاية من انتشار كورونا، جرى استجواب موقوف قاصر (مواليد 2002) عبر تطبيق whatsapp-video call  في فصيلة أميون من قبل قاضي التحقيق جوسلين متى، بناء لإشارة النائب العام التمييزي، وقد أخلي سبيله بموجب كفالة مالية”.
- في السياق نفسه، أصدر الرئيس الأول لمحاكم الإستئناف في جبل لبنان، القاضي رجا خوري، قراراً جاء فيه: «بناء على توجيهات وزارة العدل ومجلس القضاء الأعلى، يعمم على كافة أقلام المحاكم في محافظة جبل لبنان إيقاف التبليغ في كافة القضايا المدنية وذلك لغاية يوم السبت 4/4/2020».[191]

### حظر تجول
- 26 آذار 2020: إعلان حظر التجول بين السابعة مساءً والخامسة صباحاً. وتضمن قرار الحكومة: تعليق العمل في هذا الوقت، في جميع المحلات التجارية والسوبر ماركت ومؤسسات تصنيع وتخزين وبيع المواد الغذائية على اختلافها، ويستثنى من ذلك المطاحن والأفران والصيدليات والمصانع التي تنتج المستلزمات الطبية[192].
- 28 آذار 2020: التزمت مختلف المناطق اللبنانية التزاما كاملا بقرار مجلس الوزراء القاضي بإغلاق كافة المؤسسات التجارية، وبحظر التجول بدءا من الساعة السابعة مساء. وباستثناء وسائل الإعلام والصيدليات والأفران والمؤسسات الصحية التي سمح لها  القرار بالاستمرار في العمل بعد السابعة مساء. وقد خلت الشوارع من المارة، كذلك من المركبات الآلية، وذلك بالتزامن مع انتشار القوى الأمنية ووحدات الجيش في كافة الطرق الرئيسة والشوارع الفرعية في المدن وفي كل المحافظات.[193]
  - في عين الحلوة  اتخذ الجيش اللبناني قرارا بمنع دخول وخروج أي من السيارات والمواطنين على حواجزه العسكرية المختلفة التزامًا بقرار منع التجول، باستثناء الحالات المرضية.[193]

| التاريخ | التاريخ    |  | # الحالات      | # الوفيات   |
| --- | ---------- |  | -------------- | ----------- |
| 2020-02-21 | 2020-02-21 |  | 1(غ.م.)        |             |
| ⋮ | ⋮          |  | 1(=)           |             |
| 2020-02-25 | 2020-02-25 |  | 2(+100%)       |             |
| 2020-02-26 | 2020-02-26 |  | 2(=)           |             |
| 2020-02-27 | 2020-02-27 |  | 4(+100%)       |             |
| 2020-02-28 | 2020-02-28 |  | 7(+75%)        |             |
| 2020-02-29 | 2020-02-29 |  | 10(+43%)       |             |
| ⋮ | ⋮          |  | 10(=)          |             |
| 2020-03-03 | 2020-03-03 |  | 15(+50%)       |             |
| 2020-03-04 | 2020-03-04 |  | 15(=)          |             |
| 2020-03-05 | 2020-03-05 |  | 22(+47%)       |             |
| 2020-03-06 | 2020-03-06 |  | 28(+27%)       |             |
| 2020-03-07 | 2020-03-07 |  | 32(+14%)       |             |
| 2020-03-08 | 2020-03-08 |  | 41(+28%)       |             |
| 2020-03-09 | 2020-03-09 |  | 52(+27%)       | 1(غ.م.)     |
| 2020-03-10 | 2020-03-10 |  | 66(+27%)       | 2(+100%)    |
| 2020-03-11 | 2020-03-11 |  | 73(+11%)       | 3(+50%)     |
| 2020-03-12 | 2020-03-12 |  | 78(+6٫8%)      | 3(=)        |
| 2020-03-13 | 2020-03-13 |  | 93(+19%)       | 3(=)        |
| 2020-03-14 | 2020-03-14 |  | 99(+6٫5%)      | 3(=)        |
| 2020-03-15 | 2020-03-15 |  | 110(+11%)      | 3(=)        |
| 2020-03-16 | 2020-03-16 |  | 124(+13%)      | 3(=)        |
| 2020-03-17 | 2020-03-17 |  | 133(+7٫3%)     | 4(+33%)     |
| 2020-03-18 | 2020-03-18 |  | 149(+12%)      | 4(=)        |
| 2020-03-19 | 2020-03-19 |  | 163(+9٫4%)     | 4(=)        |
| 2020-03-20 | 2020-03-20 |  | 230(+41%)      | 4(=)        |
| 2020-03-21 | 2020-03-21 |  | 248(+7٫8%)     | 4(=)        |
| 2020-03-22 | 2020-03-22 |  | 256(+3٫2%)     | 4(=)        |
| 2020-03-23 | 2020-03-23 |  | 304(+19%)      | 4(=)        |
| 2020-03-24 | 2020-03-24 |  | 333(+9٫5%)     | 5(+25%)     |
| 2020-03-25 | 2020-03-25 |  | 368(+11%)      | 6(+20%)     |
| 2020-03-26 | 2020-03-26 |  | 391(+6٫2%)     | 7(+17%)     |
| 2020-03-27 | 2020-03-27 |  | 412(+5٫4%)     | 8(+14%)     |
| 2020-03-28 | 2020-03-28 |  | 438(+6٫3%)     | 10(+25%)    |
| 2020-03-29 | 2020-03-29 |  | 446(+1٫8%)     | 11(+10%)    |
| 2020-03-30 | 2020-03-30 |  | 463(+3٫8%)     | 12(+9٫1%)   |
| 2020-03-31 | 2020-03-31 |  | 479(+3٫5%)     | 14(+17%)    |
| 2020-04-01 | 2020-04-01 |  | 494(+3٫1%)     | 14(=)       |
| 2020-04-02 | 2020-04-02 |  | 508(+2٫8%)     | 17(+21%)    |
| 2020-04-03 | 2020-04-03 |  | 520(+2٫4%)     | 17(=)       |
| 2020-04-04 | 2020-04-04 |  | 527(+1٫3%)     | 18(+5٫9%)   |
| 2020-04-05 | 2020-04-05 |  | 541(+2٫7%)     | 19(+5٫6%)   |
| 2020-04-06 | 2020-04-06 |  | 548(+1٫3%)     | 19(=)       |
| 2020-04-07 | 2020-04-07 |  | 575(+4٫9%)     | 19(=)       |
| 2020-04-08 | 2020-04-08 |  | 582(+1٫2%)     | 19(=)       |
| 2020-04-09 | 2020-04-09 |  | 609(+4٫6%)     | 20(+5٫3%)   |
| 2020-04-10 | 2020-04-10 |  | 619(+1٫6%)     | 20(=)       |
| 2020-04-11 | 2020-04-11 |  | 630(+1٫8%)     | 20(=)       |
| 2020-04-12 | 2020-04-12 |  | 632(+0٫32%)    | 20(=)       |
| 2020-04-13 | 2020-04-13 |  | 641(+1٫4%)     | 21(+5%)     |
| 2020-04-14 | 2020-04-14 |  | 658(+2٫7%)     | 21(=)       |
| 2020-04-15 | 2020-04-15 |  | 663(+0٫76%)    | 21(=)       |
| 2020-04-16 | 2020-04-16 |  | 668(+0٫75%)    | 21(=)       |
| 2020-04-17 | 2020-04-17 |  | 672(+0٫6%)     | 21(=)       |
| 2020-04-18 | 2020-04-18 |  | 673(+0٫15%)    | 21(=)       |
| 2020-04-19 | 2020-04-19 |  | 677(+0٫59%)    | 21(=)       |
| 2020-04-20 | 2020-04-20 |  | 677(=)         | 21(=)       |
| 2020-04-21 | 2020-04-21 |  | 682(+0٫74%)    | 22(+4٫8%)   |
| 2020-04-22 | 2020-04-22 |  | 688(+0٫88%)    | 22(=)       |
| 2020-04-23 | 2020-04-23 |  | 696(+1٫2%)     | 22(=)       |
| 2020-04-24 | 2020-04-24 |  | 704(+1٫1%)     | 24(+9٫1%)   |
| 2020-04-25 | 2020-04-25 |  | 707(+0٫43%)    | 24(=)       |
| 2020-04-26 | 2020-04-26 |  | 710(+0٫42%)    | 24(=)       |
| 2020-04-27 | 2020-04-27 |  | 717(+0٫99%)    | 24(=)       |
| 2020-04-28 | 2020-04-28 |  | 721(+0٫56%)    | 24(=)       |
| 2020-04-29 | 2020-04-29 |  | 725(+0٫55%)    | 24(=)       |
| 2020-04-30 | 2020-04-30 |  | 729(+0٫55%)    | 24(=)       |
| 2020-05-01 | 2020-05-01 |  | 733(+0٫55%)    | 25(+4٫2%)   |
| 2020-05-02 | 2020-05-02 |  | 737(+0٫55%)    | 25(=)       |
| 2020-05-03 | 2020-05-03 |  | 740(+0٫41%)    | 25(=)       |
| 2020-05-04 | 2020-05-04 |  | 741(+0٫14%)    | 25(=)       |
| 2020-05-05 | 2020-05-05 |  | 750(+1٫2%)     | 25(=)       |
| 2020-05-06 | 2020-05-06 |  | 784(+4٫5%)     | 25(=)       |
| 2020-05-07 | 2020-05-07 |  | 796(+1٫5%)     | 26(+4%)     |
| 2020-05-08 | 2020-05-08 |  | 809(+1٫6%)     | 26(=)       |
| 2020-05-09 | 2020-05-09 |  | 845(+4٫4%)     | 26(=)       |
| 2020-05-10 | 2020-05-10 |  | 859(+1٫7%)     | 26(=)       |
| 2020-05-11 | 2020-05-11 |  | 870(+1٫3%)     | 26(=)       |
| 2020-05-12 | 2020-05-12 |  | 878(+0٫92%)    | 26(=)       |
| 2020-05-13 | 2020-05-13 |  | 886(+0٫91%)    | 26(=)       |
| 2020-05-14 | 2020-05-14 |  | 891(+0٫56%)    | 26(=)       |
| 2020-05-15 | 2020-05-15 |  | 902(+1٫2%)     | 26(=)       |
| 2020-05-16 | 2020-05-16 |  | 911(+1%)       | 26(=)       |
| 2020-05-17 | 2020-05-17 |  | 931(+2٫2%)     | 26(=)       |
| 2020-05-18 | 2020-05-18 |  | 954(+2٫5%)     | 26(=)       |
| 2020-05-19 | 2020-05-19 |  | 961(+0٫73%)    | 26(=)       |
| 2020-05-20 | 2020-05-20 |  | 1٬024(+6٫6%)   | 26(=)       |
| 2020-05-21 | 2020-05-21 |  | 1٬086(+6٫1%)   | 26(=)       |
| 2020-05-22 | 2020-05-22 |  | 1٬097(+1%)     | 26(=)       |
| 2020-05-23 | 2020-05-23 |  | 1٬114(+1٫5%)   | 26(=)       |
| 2020-05-24 | 2020-05-24 |  | 1٬119(+0٫45%)  | 26(=)       |
| 2020-05-25 | 2020-05-25 |  | 1٬140(+1٫9%)   | 26(=)       |
| 2020-05-26 | 2020-05-26 |  | 1٬161(+1٫8%)   | 26(=)       |
| 2020-05-27 | 2020-05-27 |  | 1٬168(+0٫6%)   | 26(=)       |
| 2020-05-28 | 2020-05-28 |  | 1٬172(+0٫34%)  | 26(=)       |
| 2020-05-29 | 2020-05-29 |  | 1٬192(+1٫7%)   | 26(=)       |
| 2020-05-30 | 2020-05-30 |  | 1٬220(+2٫3%)   | 27(+3٫8%)   |
| 2020-05-31 | 2020-05-31 |  | 1٬233(+1٫1%)   | 27(=)       |
| 2020-06-01 | 2020-06-01 |  | 1٬242(+0٫73%)  | 27(=)       |
| 2020-06-02 | 2020-06-02 |  | 1٬256(+1٫1%)   | 27(=)       |
| 2020-06-03 | 2020-06-03 |  | 1٬306(+4%)     | 28(+3٫7%)   |
| 2020-06-04 | 2020-06-04 |  | 1٬306(=)       | 28(=)       |
| 2020-06-05 | 2020-06-05 |  | 1٬312(+0٫46%)  | 28(=)       |
| 2020-06-06 | 2020-06-06 |  | 1٬320(+0٫61%)  | 29(+3٫6%)   |
| 2020-06-07 | 2020-06-07 |  | 1٬331(+0٫83%)  | 30(+3٫4%)   |
| 2020-06-08 | 2020-06-08 |  | 1٬350(+1٫4%)   | 30(=)       |
| 2020-06-09 | 2020-06-09 |  | 1٬368(+1٫3%)   | 30(=)       |
| 2020-06-10 | 2020-06-10 |  | 1٬388(+1٫5%)   | 30(=)       |
| 2020-06-11 | 2020-06-11 |  | 1٬402(+1%)     | 31(+3٫3%)   |
| 2020-06-12 | 2020-06-12 |  | 1٬422(+1٫4%)   | 31(=)       |
| 2020-06-13 | 2020-06-13 |  | 1٬442(+1٫4%)   | 32(+3٫2%)   |
| 2020-06-14 | 2020-06-14 |  | 1٬446(+0٫28%)  | 32(=)       |
| 2020-06-15 | 2020-06-15 |  | 1٬464(+1٫2%)   | 32(=)       |
| 2020-06-16 | 2020-06-16 |  | 1٬473(+0٫61%)  | 32(=)       |
| 2020-06-17 | 2020-06-17 |  | 1٬489(+1٫1%)   | 32(=)       |
| 2020-06-18 | 2020-06-18 |  | 1٬495(+0٫4%)   | 32(=)       |
| 2020-06-19 | 2020-06-19 |  | 1٬510(+1%)     | 32(=)       |
| 2020-06-20 | 2020-06-20 |  | 1٬536(+1٫7%)   | 32(=)       |
| 2020-06-21 | 2020-06-21 |  | 1٬587(+3٫3%)   | 32(=)       |
| 2020-06-22 | 2020-06-22 |  | 1٬603(+1%)     | 32(=)       |
| 2020-06-23 | 2020-06-23 |  | 1٬622(+1٫2%)   | 32(=)       |
| 2020-06-24 | 2020-06-24 |  | 1٬644(+1٫4%)   | 33(+3٫1%)   |
| 2020-06-25 | 2020-06-25 |  | 1٬662(+1٫1%)   | 33(=)       |
| 2020-06-26 | 2020-06-26 |  | 1٬697(+2٫1%)   | 33(=)       |
| 2020-06-27 | 2020-06-27 |  | 1٬719(+1٫3%)   | 33(=)       |
| 2020-06-28 | 2020-06-28 |  | 1٬740(+1٫2%)   | 34(+3%)     |
| 2020-06-29 | 2020-06-29 |  | 1٬745(+0٫29%)  | 34(=)       |
| 2020-06-30 | 2020-06-30 |  | 1٬778(+1٫9%)   | 34(=)       |
| 2020-07-01 | 2020-07-01 |  | 1٬788(+0٫56%)  | 34(=)       |
| 2020-07-02 | 2020-07-02 |  | 1٬796(+0٫45%)  | 35(+2٫9%)   |
| 2020-07-03 | 2020-07-03 |  | 1٬830(+1٫9%)   | 35(=)       |
| 2020-07-04 | 2020-07-04 |  | 1٬855(+1٫4%)   | 35(=)       |
| 2020-07-05 | 2020-07-05 |  | 1٬873(+0٫97%)  | 36(+2٫9%)   |
| 2020-07-06 | 2020-07-06 |  | 1٬885(+0٫64%)  | 36(=)       |
| 2020-07-07 | 2020-07-07 |  | 1٬907(+1٫2%)   | 36(=)       |
| 2020-07-08 | 2020-07-08 |  | 1٬946(+2%)     | 36(=)       |
| 2020-07-09 | 2020-07-09 |  | 2٬011(+3٫3%)   | 36(=)       |
| 2020-07-10 | 2020-07-10 |  | 2٬082(+3٫5%)   | 36(=)       |
| 2020-07-11 | 2020-07-11 |  | 2٬168(+4٫1%)   | 36(=)       |
| 2020-07-12 | 2020-07-12 |  | 2٬334(+7٫7%)   | 36(=)       |
| 2020-07-13 | 2020-07-13 |  | 2٬419(+3٫6%)   | 36(=)       |
| 2020-07-14 | 2020-07-14 |  | 2٬451(+1٫3%)   | 37(+2٫8%)   |
| 2020-07-15 | 2020-07-15 |  | 2٬542(+3٫7%)   | 38(+2٫7%)   |
| 2020-07-16 | 2020-07-16 |  | 2٬599(+2٫2%)   | 40(+5٫3%)   |
| 2020-07-17 | 2020-07-17 |  | 2٬700(+3٫9%)   | 40(=)       |
| 2020-07-18 | 2020-07-18 |  | 2٬775(+2٫8%)   | 40(=)       |
| 2020-07-19 | 2020-07-19 |  | 2٬859(+3%)     | 40(=)       |
| 2020-07-20 | 2020-07-20 |  | 2٬905(+1٫6%)   | 41(+2٫5%)   |
| 2020-07-21 | 2020-07-21 |  | 2٬980(+2٫6%)   | 41(=)       |
| 2020-07-22 | 2020-07-22 |  | 3٬104(+4٫2%)   | 43(+4٫9%)   |
| 2020-07-23 | 2020-07-23 |  | 3٬260(+5%)     | 43(=)       |
| 2020-07-24 | 2020-07-24 |  | 3٬407(+4٫5%)   | 46(+7%)     |
| 2020-07-25 | 2020-07-25 |  | 3٬582(+5٫1%)   | 47(+2٫2%)   |
| 2020-07-26 | 2020-07-26 |  | 3٬750(+4٫7%)   | 51(+8٫5%)   |
| 2020-07-27 | 2020-07-27 |  | 3٬882(+3٫5%)   | 51(=)       |
| 2020-07-28 | 2020-07-28 |  | 4٬023(+3٫6%)   | 54(+5٫9%)   |
| 2020-07-29 | 2020-07-29 |  | 4٬205(+4٫5%)   | 55(+1٫9%)   |
| 2020-07-30 | 2020-07-30 |  | 4٬334(+3٫1%)   | 57(+3٫6%)   |
| 2020-07-31 | 2020-07-31 |  | 4٬555(+5٫1%)   | 61(+7%)     |
| 2020-08-01 | 2020-08-01 |  | 4٬730(+3٫8%)   | 61(=)       |
| 2020-08-02 | 2020-08-02 |  | 4٬885(+3٫3%)   | 62(+1٫6%)   |
| 2020-08-03 | 2020-08-03 |  | 5٬062(+3٫6%)   | 65(+4٫8%)   |
| 2020-08-04 | 2020-08-04 |  | 5٬271(+4٫1%)   | 65(=)       |
| 2020-08-05 | 2020-08-05 |  | 5٬417(+2٫8%)   | 68(+4٫6%)   |
| 2020-08-06 | 2020-08-06 |  | 5٬672(+4٫7%)   | 70(+2٫9%)   |
| 2020-08-07 | 2020-08-07 |  | 5٬951(+4٫9%)   | 70(=)       |
| 2020-08-08 | 2020-08-08 |  | 6٬223(+4٫6%)   | 78(+11%)    |
| 2020-08-09 | 2020-08-09 |  | 6٬517(+4٫7%)   | 78(=)       |
| 2020-08-10 | 2020-08-10 |  | 6٬812(+4٫5%)   | 80(+2٫6%)   |
| 2020-08-11 | 2020-08-11 |  | 7٬121(+4٫5%)   | 87(+8٫8%)   |
| 2020-08-12 | 2020-08-12 |  | 7٬413(+4٫1%)   | 89(+2٫3%)   |
| 2020-08-13 | 2020-08-13 |  | 7٬711(+4%)     | 92(+3٫4%)   |
| 2020-08-14 | 2020-08-14 |  | 8٬045(+4٫3%)   | 94(+2٫2%)   |
| 2020-08-15 | 2020-08-15 |  | 8٬412(+4٫6%)   | 97(+3٫2%)   |
| 2020-08-16 | 2020-08-16 |  | 8٬881(+5٫6%)   | 103(+6٫2%)  |
| 2020-08-17 | 2020-08-17 |  | 9٬337(+5٫1%)   | 105(+1٫9%)  |
| 2020-08-18 | 2020-08-18 |  | 9٬758(+4٫5%)   | 107(+1٫9%)  |
| 2020-08-19 | 2020-08-19 |  | 10٬347(+6%)    | 109(+1٫9%)  |
| 2020-08-20 | 2020-08-20 |  | 10٬952(+5٫8%)  | 113(+3٫7%)  |
| 2020-08-21 | 2020-08-21 |  | 11٬580(+5٫7%)  | 116(+2٫7%)  |
| 2020-08-22 | 2020-08-22 |  | 12٬191(+5٫3%)  | 121(+4٫3%)  |
| 2020-08-23 | 2020-08-23 |  | 12٬698(+4٫2%)  | 123(+1٫7%)  |
| 2020-08-24 | 2020-08-24 |  | 13٬155(+3٫6%)  | 126(+2٫4%)  |
| 2020-08-25 | 2020-08-25 |  | 13٬687(+4%)    | 138(+9٫5%)  |
| 2020-08-26 | 2020-08-26 |  | 14٬248(+4٫1%)  | 139(+0٫72%) |
| 2020-08-27 | 2020-08-27 |  | 14٬937(+4٫8%)  | 146(+5%)    |
| 2020-08-28 | 2020-08-28 |  | 15٬613(+4٫5%)  | 148(+1٫4%)  |
| 2020-08-29 | 2020-08-29 |  | 16٬275(+4٫2%)  | 155(+4٫7%)  |
| 2020-08-30 | 2020-08-30 |  | 16٬870(+3٫7%)  | 160(+3٫2%)  |
| 2020-08-31 | 2020-08-31 |  | 17٬308(+2٫6%)  | 167(+4٫4%)  |
| 2020-09-01 | 2020-09-01 |  | 17٬777(+2٫7%)  | 171(+2٫4%)  |
| 2020-09-02 | 2020-09-02 |  | 18٬375(+3٫4%)  | 177(+3٫5%)  |
| 2020-09-03 | 2020-09-03 |  | 18٬963(+3٫2%)  | 179(+1٫1%)  |
| 2020-09-04 | 2020-09-04 |  | 19٬490(+2٫8%)  | 183(+2٫2%)  |
| 2020-09-05 | 2020-09-05 |  | 20٬011(+2٫7%)  | 187(+2٫2%)  |
| 2020-09-06 | 2020-09-06 |  | 20٬426(+2٫1%)  | 191(+2٫1%)  |
| 2020-09-07 | 2020-09-07 |  | 20٬826(+2%)    | 200(+4٫7%)  |
| 2020-09-08 | 2020-09-08 |  | 21٬324(+2٫4%)  | 207(+3٫5%)  |
| 2020-09-09 | 2020-09-09 |  | 21٬877(+2٫6%)  | 212(+2٫4%)  |
| 2020-09-10 | 2020-09-10 |  | 22٬437(+2٫6%)  | 219(+3٫3%)  |
| 2020-09-11 | 2020-09-11 |  | 22٬983(+2٫4%)  | 229(+4٫6%)  |
| 2020-09-12 | 2020-09-12 |  | 23٬669(+3%)    | 239(+4٫4%)  |
| 2020-09-13 | 2020-09-13 |  | 24٬310(+2٫7%)  | 241(+0٫84%) |
| 2020-09-14 | 2020-09-14 |  | 25٬401(+4٫5%)  | 246(+2٫1%)  |
| 2020-09-15 | 2020-09-15 |  | 25٬449(+0٫19%) | 252(+2٫4%)  |
| 2020-09-16 | 2020-09-16 |  | 26٬083(+2٫5%)  | 259(+2٫8%)  |
| 2020-09-17 | 2020-09-17 |  | 26٬768(+2٫6%)  | 263(+1٫5%)  |
| 2020-09-18 | 2020-09-18 |  | 27٬518(+2٫8%)  | 281(+6٫8%)  |
| 2020-09-19 | 2020-09-19 |  | 28٬297(+2٫8%)  | 286(+1٫8%)  |
| 2020-09-20 | 2020-09-20 |  | 29٬303(+3٫6%)  | 297(+3٫8%)  |
| 2020-09-21 | 2020-09-21 |  | 29٬987(+2٫3%)  | 307(+3٫4%)  |
| 2020-09-22 | 2020-09-22 |  | 30٬852(+2٫9%)  | 315(+2٫6%)  |
| 2020-09-23 | 2020-09-23 |  | 31٬792(+3%)    | 328(+4٫1%)  |
| 2020-09-24 | 2020-09-24 |  | 32٬819(+3٫2%)  | 329(+0٫3%)  |
| 2020-09-25 | 2020-09-25 |  | 33٬962(+3٫5%)  | 333(+1٫2%)  |
| 2020-09-26 | 2020-09-26 |  | 35٬242(+3٫8%)  | 340(+2٫1%)  |
| 2020-09-27 | 2020-09-27 |  | 36٬254(+2٫9%)  | 347(+2٫1%)  |
| 2020-09-28 | 2020-09-28 |  | 37٬272(+2٫8%)  | 351(+1٫2%)  |
| 2020-09-29 | 2020-09-29 |  | 38٬377(+3%)    | 361(+2٫8%)  |
| 2020-09-30 | 2020-09-30 |  | 39٬634(+3٫3%)  | 367(+1٫7%)  |
| 2020-10-01 | 2020-10-01 |  | 40٬882(+3٫1%)  | 374(+1٫9%)  |
| 2020-10-02 | 2020-10-02 |  | 42٬173(+3٫2%)  | 386(+3٫2%)  |
| 2020-10-03 | 2020-10-03 |  | 43٬494(+3٫1%)  | 398(+3٫1%)  |
| 2020-10-04 | 2020-10-04 |  | 44٬482(+2٫3%)  | 406(+2%)    |
| 2020-10-05 | 2020-10-05 |  | 45٬657(+2٫6%)  | 414(+2%)    |
| 2020-10-06 | 2020-10-06 |  | 46٬918(+2٫8%)  | 424(+2٫4%)  |
| 2020-10-07 | 2020-10-07 |  | 48٬377(+3٫1%)  | 433(+2٫1%)  |
| 2020-10-08 | 2020-10-08 |  | 49٬744(+2٫8%)  | 439(+1٫4%)  |
| 2020-10-09 | 2020-10-09 |  | 49٬744(=)      | 439(=)      |
| 2020-10-10 | 2020-10-10 |  | 52٬558(+5٫7%)  | 455(+3٫6%)  |
| 2020-10-11 | 2020-10-11 |  | 53٬568(+1٫9%)  | 459(+0٫88%) |
| 2020-10-12 | 2020-10-12 |  | 54٬624(+2%)    | 466(+1٫5%)  |
| 2020-10-13 | 2020-10-13 |  | 55٬869(+2٫3%)  | 479(+2٫8%)  |
| 2020-10-14 | 2020-10-14 |  | 57٬246(+2٫5%)  | 499(+4٫2%)  |
| 2020-10-15 | 2020-10-15 |  | 58٬745(+2٫6%)  | 501(+0٫4%)  |
| 2020-10-16 | 2020-10-16 |  | 60٬113(+2٫3%)  | 509(+1٫6%)  |
| 2020-10-17 | 2020-10-17 |  | 61٬284(+1٫9%)  | 517(+1٫6%)  |
| 2020-10-18 | 2020-10-18 |  | 62٬286(+1٫6%)  | 520(+0٫58%) |
| 2020-10-19 | 2020-10-19 |  | 62٬944(+1٫1%)  | 526(+1٫2%)  |
| 2020-10-20 | 2020-10-20 |  | 64٬336(+2٫2%)  | 531(+0٫95%) |
| 2020-10-21 | 2020-10-21 |  | 65٬577(+1٫9%)  | 536(+0٫94%) |
| 2020-10-22 | 2020-10-22 |  | 67٬027(+2٫2%)  | 552(+3%)    |
| 2020-10-23 | 2020-10-23 |  | 68٬479(+2٫2%)  | 559(+1٫3%)  |
| 2020-10-24 | 2020-10-24 |  | 69٬906(+2٫1%)  | 562(+0٫54%) |
| 2020-10-25 | 2020-10-25 |  | 71٬390(+2٫1%)  | 565(+0٫53%) |
| 2020-10-26 | 2020-10-26 |  | 72٬186(+1٫1%)  | 579(+2٫5%)  |
| 2020-10-27 | 2020-10-27 |  | 73٬995(+2٫5%)  | 590(+1٫9%)  |
| مصادر: - Lebanon Coronavirus (COVID-19) Emergency: first source of information in Lebanon. - Information on Coronavirus: Lebanese Ministry of Information. |            |  |                |             |

## الصحة العالمية
في 18 مارس 2020: نشرت منظمة الصحة العالمية تقريراً عن حالات فيروس كورونا في لبنان على حسابها على «تويتر»، مرفقًا بصور وبيانات توضح كيف ساهم لبنان بفضل الإجراءات الوقائية مثل البقاء في المنزل، بتأخير انتشار الفيروس محليًّا منذ اكتشاف أول إصابة. وكشفت المنظمة أن عدد الإصابات بالفيروس يُقدّر بـ133 حتى 18 آذار (علمًا أن الاصابات كانت قد أصبحت 149 إصابة في 19 آذار بحسب وزارة الصحة اللبنانية)، ولفتت المنظمة إلى أنّ نحو 10 إصابات شُفيت سريريًّا، في حين أنّ 3 شُفيت بشكل كامل، و 4 أشخاص لقوا حتفهم. وبعدما أظهرت المنظمة كيفية ارتفاع عدد الإصابات منذ 21 شباط الفائت حتى 17 آذار بشكل تصاعدي. أشارت إلى أنّ عدد الإصابات في الفترة الممتدة بين 21 شباط و18 آذار الجاري يتوزع على الشكل التالي:
- 59 % للرجال مقابل 41% للنساء.
- أكبر مصاب في الثمانينات من العمر.
- أعلى نسبة إصابات في بيروت.
- أدنى نسبة سجلت في بنت جبيل.

أما في ما يتعلق بتوزع الحالات على الأقضية، فهي تشمل:
- بنت جبيل وصور والمنية وزغرتا والنبطية وبعلبك والبترون والكورة وجبيل وكسروان والمتن وبعبدا وبيروت.[194]
- حذّرت منظمة الصحة العالمية في لبنان في 15 كانون الثاني 2021، الشباب والأشخاص الذين لا يعانون مشاكل صحية من خطر فيروس كورونا، مشددة على أنه قد يسبب الموت.[195]

## وصلات خارجية
- موقع وزارة الصحة اللبنانية
- الموقع المتعلق بفيروس كورونا في الوكالة الوطنية للإعلام التابع للجمهورية اللبنانية
- موقع منظمة الصحة العالمية حول فيروس كورونا المستجد في لبنان